# Sermide e Felonica
Sermide e Felonica (Sèrmad e Flonga in dialetto basso mantovano e dialetto ferrarese) è un comune italiano sparso di 7 019 abitanti della provincia di Mantova in Lombardia.

## Storia
Fino al 1º marzo 2017, data della fusione per incorporazione con il comune di Felonica, era denominato soltanto Sermide, località che ne è sede municipale.
L'unione dei due comuni fu approvata con consultazione popolare del 6 novembre 2016, con l'approvazione dei due consigli comunali e con la conclusione dell'iter previsto dalla Legge regionale della Lombardia 22 febbraio 2017, n. 4. Lo statuto comunale ha istituito i municipi nei territori di Sermide e Felonica precedenti la fusione.
L’unificazione pose fine a una divisione durata 201 anni, quando furono le autorità austriache dell’allora Regno Lombardo-Veneto a decidere di separare i due centri abitati, sedi di differenti parrocchie, mentre non avevano invece subito analogo provvedimento le parrocchie di Moglia e Quatrelle, che erano rimaste frazioni. Anche Carbonara e Carbonarola, anch’esse precedentemente parte del comune unico, divennero con l’occasione un municipio a sé stante.
È il comune più orientale della provincia e della regione, posto in un lembo di territorio stretto tra il Veneto e l'Emilia-Romagna. Il centro abitato di Sermide è attraversato dal 45º parallelo.

### Simboli
Lo stemma e il gonfalone del comune di Sermide e Felonica sono stati concessi con decreto del presidente della Repubblica dell'11 settembre 2017.
Il gonfalone è un drappo di bianco con la bordatura di rosso.

## Società

### Evoluzione demografica
Abitanti censiti

### Lingue e dialetti
A Sermide e a Felonica si parla una variante del dialetto basso mantovano, che qui risente della vicinanza della Transpadana Ferrarese, della provincia di Modena e soprattutto Ferrara. Risalta molto infatti l'assenza dei suoni duri (Ö, Ü) tipici del mantovano standard; essi sono sostituiti da vocali più aperte, che denotano una situazione di transizione tra quest'ultimo e il ferrarese. Nel caso del dialetto del comune di Sermide e Felonica, in effetti, la parlata è affine al ferrarese occidentale di cui rappresenta un esempio di transizione con i dialetti del basso mantovano e della zona più orientale del comune di Mirandola. La tipica "z" del ferrarese, infatti, è addolcita con la "s" e l'accento si arrotonda verso un emiliano di ceppo più centrale.

## Infrastrutture e trasporti
Il territorio comunale è servito dalla stazione di Sermide e dalla stazione di Felonica Po, sulla ferrovia Suzzara-Ferrara.

## Amministrazione
| Periodo        | Periodo        | Primo cittadino        | Partito                                 | Carica      | Note  |
| -------------- | -------------- | ---------------------- | --------------------------------------- | ----------- | ----- |
| 11 giugno 2017 | 4 giugno 2018  | Mirco Bortesi          | lista civica Sermide e Felonica insieme | Sindaco     | [ 9 ] |
| 6 giugno 2018  | 27 maggio 2019 | Mario Rosario di Rubbo | -                                       | Comm. pref. |       |
| 27 maggio 2019 | 10 giugno 2024 | Mirco Bortesi          | lista civica Sermide e Felonica insieme | Sindaco     |       |
| 10 giugno 2024 | in carica      | Edoardo Maestri        | lista civica Sermide e Felonica Futura  | Sindaco     |       |